# Tannat
Tannat is een druivensoort. Het is een blauwe druif, vermoedelijk afkomstig uit de Franse voormalige provincie Béarn. De term Tannat komt uit het Occitaans: Tanat, van tan tanin, dat wil zeggen gebruind, wat komt door de sterke concentratie tannine, of door de donkere kleur van de druif, of door het bruinachtige aspect van de bladeren.
Hij bestaat uit compacte trossen, cilinderachtig, met bolvormige druiven van een gemiddelde grootte, blauw-zwart gekleurd met een dikke huid. De druivenbladeren zijn pentagonaal, groot van afmeting en donkergroen.
De soort geeft een late productie. Hij houdt van grintachtige zandgrond. Hij geeft fruitige wijnen, rijk van contrasten, frambozen, exotisch hout, kaneel, tabak met tannine.
Na verblijf in eikenhoutenvaten, als de tannine zich verzacht heeft, geeft de tannat een intens rode wijn van een grote complexiteit, die goed oud wordt.
Deze druivensoort wordt gebruikt voor de volgende wijnen: Cahors, Côtes du Brulhois, Madiran, Irouléguy, Tursan, Côtes de Saint-Mont, Côtes de Gascogne, et cetera.
De druivensoort wordt meer in Uruguay verbouwd, waar hij in de 19e eeuw werd geïntroduceerd, dan in het zuidwesten van Frankrijk, in het Frans de Sud-Ouest genoemd. In Uruguay wordt de soort Harriague genoemd (naar Pascual Harriague die hem in 1870 van uit Baskenland meenam).